# MiMi Aung
MiMi Aung (ur. 1968) – birmańsko-amerykańska inżynier, kierownik projektu w NASA Jet Propulsion Laboratory (JPL). Jest główną inżynier marsjańskiego helikoptera Ingenuity, pierwszego pozaziemskiego statku powietrznego. Absolwentka uniwersytetu w Illinois.